# Lista subfamiliilor de furnici
Furnicile, o familie de Formicidae din ordinul Himenoptere, sunt cele mai bogate în specii dintre toate insectele sociale, cu mai mult de 12.000 de specii descrise și multe altele care așteaptă descrierea. Formicidae este împărțit în 21 de subfamilii, dintre care 17 sunt specii existente, în timp ce patru sunt exclusiv fosile. Furnicile au ajuns să ocupe practic toate habitatele terestre majore, cu excepția tundrei și pădurilor reci mereu umede. Ele prezintă o gamă largă de comportamente sociale, obiceiuri de hrănire și asocieri cu alte organisme, care a generat interes științific și public.

## Clade
Începând cu anul 1990, datele moleculare (secvența ADN) au ajuns să joace un rol central în încercările de a reconstrui „arborele vieții” pentru furnică. Analizele filogenetice moleculare bazate pe mai multe gene nucleare au dat rezultate solide care au întărit unele vederi preexistente, dar le-a răsturnat pe altele – și sugerează că a existat o considerabilă convergență morfologică printre unii descendenți ai furnicilor. Datele moleculare oferă un suport foarte puternic pentru un grup nou, „clada formicoidă”, nedezvăluită de activitatea morfologică anterioară. Această cladă cuprinde 9 din cele 16 subfamilii de furnici existente și aproximativ 90 % din toate speciile de furnici descrise. Formicoidele includ subfamilii răspândite și bogate în specii precum Myrmicinae, Formicinae și Dolichoderinae, precum și Furnica militară (Dorylinae). Non-formicoidele cuprind cinci subfamilii „poneroide” (Agroecomyrmecinae, Amblyoponinae, Paraponerinae, Ponerinae, și Proceratiinae Leptanillinae, despre care se cunosc puțin, și Martialinae, cea mai recent descoperită subfamilie. Relațiile dintre aceste șapte subfamilii rămase sunt mai puțin bine rezolvate. Un studiu recent (2011) plasează Leptanillinae ca un grup soră la toate celelalte furnici, cu Martialinae, poneroizi și formicoide formând o cladă.

## Evoluția furnicilor
Furnicile au apărut pentru prima dată în timpul cretacicului mijlociu, cu mai mult de 100 de milioane de ani în urmă, asociat cu creșterea plantelor cu flori și o creștere a deșeurilor forestiere. Cele mai vechi furnici cunoscute au evoluat dintr-o descendență din viespi aculeat și un studiu recent sugerează că acestea sunt un grup soră de Apoidea. În timpul Cretacicului furnicile au fost limitate la nordul supercontinentului Laurasia, cu doar câteva specii primitive pe scară largă. Până la mijlocul Eocenului, aproximativ 50 de milioane de ani în urmă, furnicile s-au diversificat și a devenit ecologic dominante ca prădători și necrofagi. Speciile de furnici reprezintă mai puțin de 2 % din numărul total de specii de insecte, dar reprezintă o treime din biomasa insectelor.

## Istoria clasificării

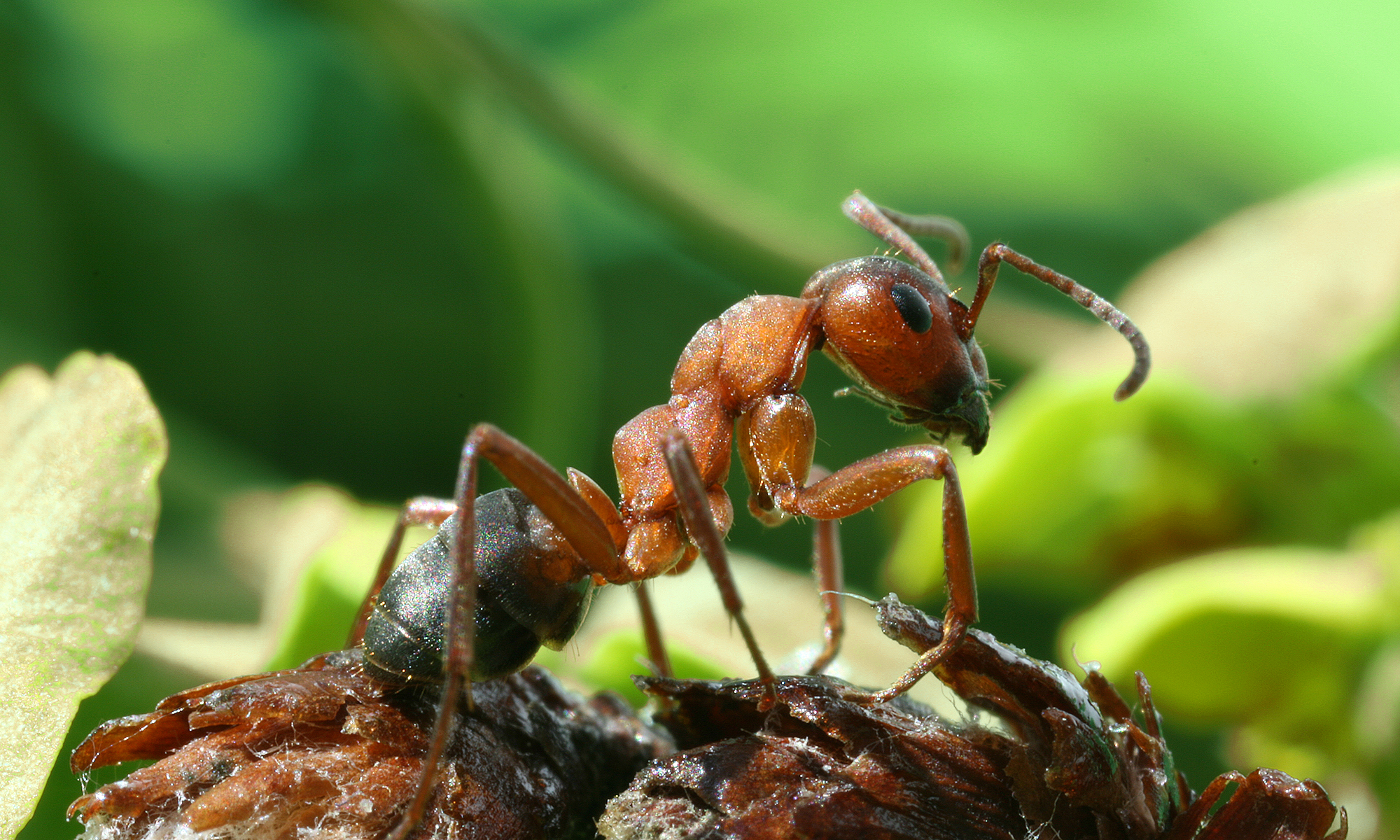
Formica rufa, una dintre cele șaptesprezece specii de furnici descrise de Linnaeus (1758) în "Systema Naturae"

În volumul 1 al Systema Naturae, Carl Linnaeus (1758) a descris șaptesprezece specii de furnici, toate pe care le-a plasat în singurul gen Formica. În câteva decenii au fost recunoscute genuri suplimentare, iar această tendință a continuat în anii următori, împreună cu dezvoltarea unei clasificări ierarhice mai complexe în care genurile au fost repartizate între subfamilii și tribuei. Speciile de furnici descrise de Linnaeus sunt acum dispersate în unsprezece genuri diferite, aparținând a patru subfamilii.
Pentru o mare parte a secolului al XX-lea numărul de subfamilii de furnici recunoscute a variat de la șapte la zece, cu Aneuretinae, Cerapachyinae, Leptanillinae, Myrmeciinae și Pseudomyrmecinae fiind tratate diferit ca subfamilii separate sau (la momente diferite) subsumate în Dolichoderinae, Ponerinae, Dorinae, Ponerinae, și, respectiv, Myrmicinae. În 2014, Brady et al. au sinonimizat subfamiliile de furnici militare și rudele lor cele mai apropiate sub Dorylinae; această cladă, subfamiliile dorylomorfe, conțineau anterior, de asemenea, Aenictinae, Aenictogitoninae, Cerapachyinae, Ecitoninae și Leptanilloidinae.
În ultimele trei decenii s-a înregistrat o proliferare a numelor de subfamilii, ca urmare a trei factori: (1) realizarea faptului că unele subfamilii au fost ansambluri de taxoane neafiliate; (2) abandonarea taxului parafiletic și (3) descoperirea unor noi taxuri fosile. Șaptesprezece subfamilii existente de furnici sunt recunoscute în prezent, împreună cu patru subfamilii dispărute. Una dintre taxa fosilă, Armaniinae, este adesea dată la rang de familie în cadrul superfamiliei Formicoidea. Aproximativ 13 genuri sunt incertae sedis de (plasare incertă) și nu sunt atribuite niciunei subfamilii.

## Subfamilii
Speciile dispărute sunt indicate printr-un †.
| Formicidae                                   |                  |               |                                                 | |                       |
| Subfamilii                                   | Genuri existente | Genuri fosile | Genul tip                                       | Comentarii | Exemple               |
| -------------------------------------------- | ---------------- | ------------- | ----------------------------------------------- | --- | --------------------- |
| Agroecomyrmecinae Carpenter, 1930            | 2                | 2             | †Agroecomyrmex Wheeler, 1910                    | Agroecomyrmecines au fost probabil răspândite în ambele emisfere la începutul Terțiarului, dar sunt astăzi reprezentate de doar două specii în două genuri,Tatuidris și Ankylomyrma. Cele două genuri fosile, Agroecomyrmex și Eulithomyrmex, sunt cunoscute din fosile din Eocen. | Tatuidris tatusia     |
| Amblyoponinae Forel, 1893                    | 13               | 1             | Amblyopone Erichson, 1842                       | Prădători specializați găsiți în întreaga lume, dar distribuiți în principal la tropice. | Apomyrma stygia       |
| Aneuretinae Emery, 1913                      | 1                | 8             | Aneuretus Emery, 1893                           | Pe lângă cele 8 genuri fosile, subfamilia este reprezentată de un gen existent, Aneuretus. Genul viu are o singură specie, furnica relicvă din Sri Lanka (Aneuretus simoni), endemică în Sri Lanka și se găsește doar în câteva locuri. Specia este listată pe cale de dispariție critică de IUCN. | Aneuretus simoni      |
| Apomyrminae Dlussky & Fedoseeva, 1988        | 1                | 1             | Apomyrma Brown, Gotwald & Lévieux, 1970         | Conține o singură specie descrisă, furnica subterană rară Apomyrma stygia, și mai multe specii neînscrise, toate cunoscute din Afrotropice. | Apomyrma stygia       |
| †Armaniinae Dlussky, 1983                    | 0                | 8             | †Armania Dlussky, 1983                          | Cunoscută din fosilele cretacice această subfamilie este uneori tratată ca familia Armaniidae în cadrul superfamiliei Formicoidea. Se pare că le lipsește o glandă metapleurală, ceea ce i-ar exclude din Formicidae, având în vedere o definiție bazată pe apomorfie care impune ca o astfel de glandă să fi evoluat. Cu toate acestea, lipsa aparentă a acestei glande la fosilele Armaniinae ar putea fi din cauza conservării mai sărace. | Orapia rayneri        |
| †Brownimeciinae Bolton, 2003                 | 0                | 1             | †Brownimecia Grimaldi, Agosti & Carpenter, 1997 | Conține specia unică Brownimecia clavata, o furnică fosilă cunoscută din chihlimbarele de New Jersey. Plasată inițial în Ponerinae, această furnică cretacică primitivă a fost mutată mai târziu în propria subfamilie. | Brownimecia clavata   |
| Dolichoderinae Forel, 1878                   | 28               | 20            | Dolichoderus Lund, 1831                         | O subfamilie diversă distribuită în întreaga lume, în principal la tropice. Cele mai multe specii sunt necrofagi generalizați, dar unele sunt prădătoare. Le lipsește o înțepătură și se bazează în schimb pe compuși chimici defensivi produși din glanda anală. | Dolichoderus mariae   |
| Dorylinae Leach, 1815                        | 28               | 1             | Dorylus Fabricius, 1793                         | Conține subfamiliile dorylomorfe anterioare (Aenictinae, Aenictogitoninae, Cerapachyinae, Ecitoninae și Leptanilloidinae), inclusiv furnicile militare din Lumea Veche și Lumea Nouă. | Dorylus helvolus      |
| Ectatomminae Emery, 1895                     | 4                | 3             | Ectatomma Smith, 1858                           | Găsită în climate tropicale și calde din Lumea Nouă, Lumea Veche și regiunile indo-australiene. | Ectatomma ruidum      |
| †Formiciinae Lutz, 1986                      | 0                | 1             | †Formicium Westwood, 1854                       | Cunoscută din fosilele eocene găsite în Europa și America de Nord, această subfamilie conține genul Titanomyrma și numele grupului colectiv Formicium. | Titanomyrma giganteum |
| Formicinae Latreille, 1809                   | 51               | 30            | Formica Linnaeus, 1758                          | Distribuite la nivel mondial, Formicinae este a doua cea mai mare subfamilie; numai Myrmicinae este mai mare. | Formica rufa          |
| Heteroponerinae Bolton, 2003                 | 3                | 0             | Heteroponera Mayr, 1887                         | Conține cele două genuri neotropicale, Acanthoponera, și Heteroponera, și genul Aulacopone, care este cunoscut prin specia unică, Aulacopone relicta, din Azerbaidjan. | Heteroponera brounii  |
| Leptanillinae Emery, 1910                    | 8                | 0             | Leptanilla Emery, 1870                          | Furnici subterane mici cunoscute din Africa, Europa, Asia și o singură specie din Australia; nici o specie nu este cunoscută din America de Nord sau de Sud. Se cunosc puține lucruri despre biologia acestor furnici. | Leptanilla swani      |
| Martialinae Rabeling & Verhaagh, 2008        | 1                | 0             | Martialis Rabeling & Verhaagh, 2008             | Subfamilia este cunoscută doar dintr-un singur exemplar al speciei Martialis heureka, colectat în 2003 în pădurea tropicală amazoniană. Muncitorii sunt palizi și orbi; reginele și masculi sunt necunoscuți. | Martialis heureka     |
| Myrmeciinae Emery, 1877                      | 2                | 5             | Myrmecia Fabricius, 1804                        | O fostă subfamilie răspândită, găsită acum doar în regiunea australasiatică distribuită în două genuri existente. Genul Myrmecia, sau „furnicile buldog”, este cunoscut din Australia, Noua Zeelandă și Noua Caledonie, și „Nothomyrmecia”,cu specia unică Nothomyrmecia macrops, este cunoscută din Australia. | Myrmecia gulosa       |
| Myrmicinae Lepeletier de Saint-Fargeau, 1835 | 140              | 35            | Myrmica Latreille, 1804                         | Cea mai mare subfamilie de furnici, distribuită în întreaga lume. Conține furnici cu recoltare de semințe și furnicile care cresc ciuperci. | Myrmica lonae         |
| Paraponerinae Emery, 1901                    | 1                | 0             | Paraponera Smith, 1858                          | Conține genul unic Paraponera format din două specii: existentul Paraponera clavata, cunoscut și sub numele de „furnică glonț”, găsită în neotropice, și speciile fosile foarte mici Paraponera dieteri cunoscute din chihlimbarele dominicane din Miocenul timpuriu. | Paraponera clavata    |
| Ponerinae Lepeletier de Saint-Fargeau, 1835  | 47               | 12            | Ponera Latreille, 1804                          | Furnici predominant prădătoare distribuite la tropice și subtropice. Subfamilia conținea anterior toate subfamiliile poneromorfe (clasificate la acea vreme ca triburi), care au fost acum împărțite în șase subfamilii: Amblyoponinae, Ectatomminae, Heteroponerinae, Paraponerinae, Ponerinae și Proceratiinae. | Ponera coarctata      |
| Proceratiinae Emery, 1895                    | 3                | 1             | Proceratium Roger, 1863                         | Furnicile din această subfamilie sunt de dimensiuni mici până la medii. Se găsesc în întreaga lume, deși în principal în regiunile tropicale și subtropicale în distribuție. Se cunosc puține lucruri despre biologia lor, dar se crede că sunt prădători specializați. | Proceratium google    |
| Pseudomyrmecinae Smith, 1952                 | 3                | 0             | Pseudomyrmex Lund, 1831                         | O mică subfamilie formată din trei genuri de furnici predominant arboricole găsite în regiunile tropicale și subtropicale Furnicile, agile și cu ochi mari, se caracterizează prin corpurile lor subțiri. | Pseudomyrmex pallidus |
| †Sphecomyrminae Wilson & Brown, 1967         | 0                | 9             | †Sphecomyrma Wilson & Brown, 1967               | Subfamilia fosilă de furnici stem. Cele mai multe furnici cretacice sunt plasate în această subfamilie. | Sphecomyrma freyi     |